# Cirrus radiatus

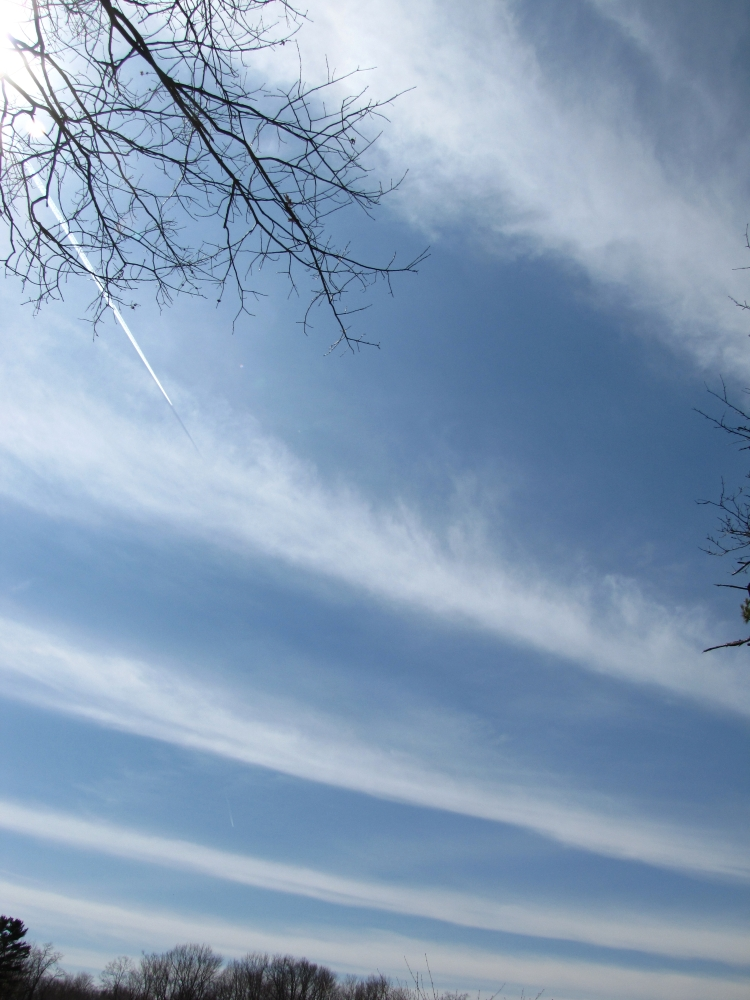
Cirrus Radiatus

Cirrus Radiatus é uma variedade de Nuvens denominadas Cirrus. A denominação de Radiatus é derivada do Latim e significa raiado ou listrado. Esse tipo de Cirrus tem a característica de aparecer em faixas paralelas, muitas vezes cobrindo todo o céu, e parecer convergir para um único ponto, ou a dois pontos opostos no Horizonte. As nuvens Cirrus radiatus são muitas vezes partes das nuvens cirrocumulus ou da Cirrostratus.